# Zum Heiligen Geist (Köln)

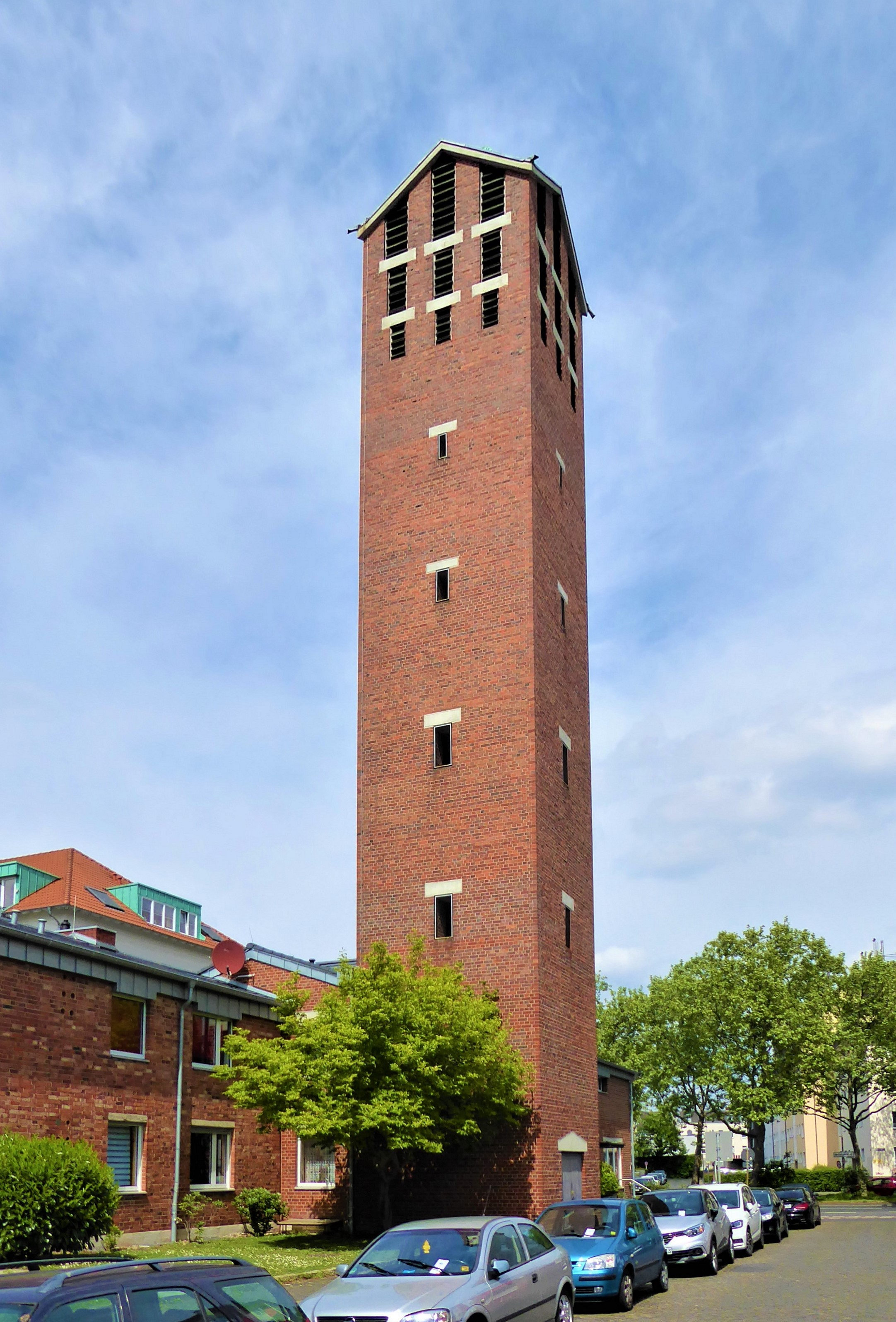
Turm der Heilig-Geist-Kirche

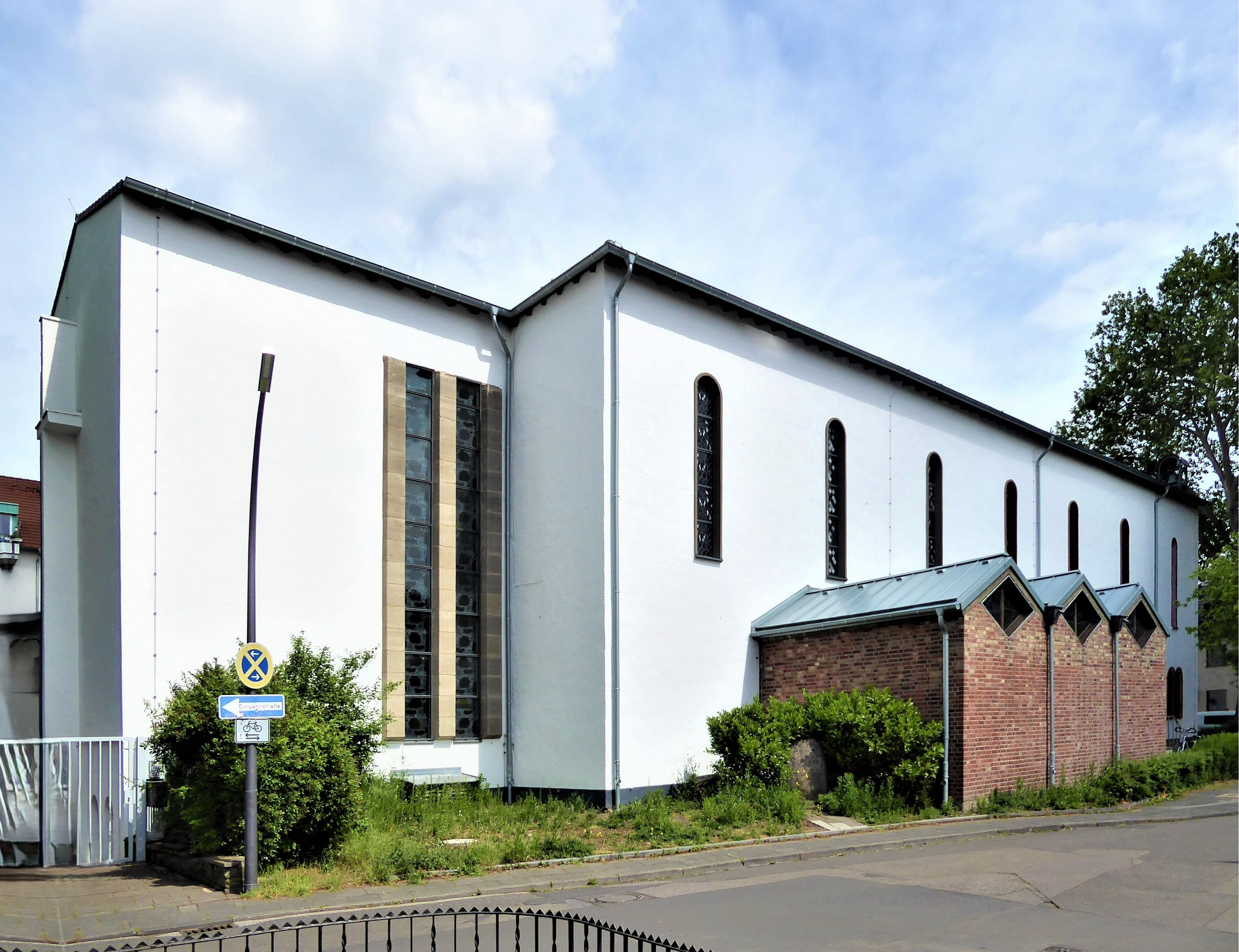
Ansicht der Kirche von Südosten

Zum Heiligen Geist ist eine katholische Kirche im Kölner Stadtteil Zollstock.

## Geschichte
Nachdem sich Zollstock in den 1920er Jahren schnell vergrößert hatte, wuchs im südlichen Teil des Stadtteils eine eigene, von der Pfarrei St. Pius unabhängige Gemeinde. Die Rektoratspfarrei Zum Heiligen Geist wurde am 8. Dezember 1931 von St. Pius abgetrennt. Anfang des Jahres 1931 wurde der Auftrag zum Bau der Kirche nach den Plänen der Kölner Architekten Pasman und Bonnan an die in Zollstock ansässige Firma Fuchs & Becker vergeben. Im April war Baubeginn, und am 7. Juni 1931 legte der Kölner Stadtdechant Löbbel den Grundstein, der in die Nordwand des Chores eingelassen wurde. Die Kirchweihe durch den Weihbischof Wilhelm Stockums fand am 16. Mai 1932 statt. Dabei wurden die Reliquien der Märtyrer Auxilius und Eutropius in den Altar eingelassen.
Im Zweiten Weltkrieg wurde die Kirche im Rahmen der Bombardierungen schwer beschädigt. Der Wiederaufbau unter Federführung des Bauingenieurs Jakob Langenhövel war Ende 1950 abgeschlossen und wurde mit einem feierlichen Pontifikalamt mit Weihbischof Joseph Ferche gefeiert. Ein weiterer Ausbau nach den Plänen von Karl Band wurde 1957 mit einem erneuten Pontifikalamt mit Weihbischof Ferche gefeiert.

## Ausstattung
Der Aachener Bildhauer Norbert Perseke gestaltete die Pietà der Tageskapelle, Leuchten, Kerzenständer und das Lesepult.

## Glocken
Das Glockengeläut im ortsbildprägenden Glockenturm umfasst fünf Glocken. Sie wurden von der Glockengießerei Petit & Gebr. Edelbrock erstellt und am 30. Mai 1965 geweiht.
- Heilig-Geist-Glocke (1500 kg)
- Marien-Glocke (1000 kg)
- Karl-Borromäus-Glocke (570 kg)
- Papst-Johannes-XXIII.-Glocke (400 kg)
- Glocke der Heiligen Engel (180 kg)

## Orgel
Die Orgel der Firma Rieger Orgelbau  wurde am 30. Oktober 1960 geweiht und vom Domorganist Professor Josef Zimmermann eingeweiht.